# Кормчий

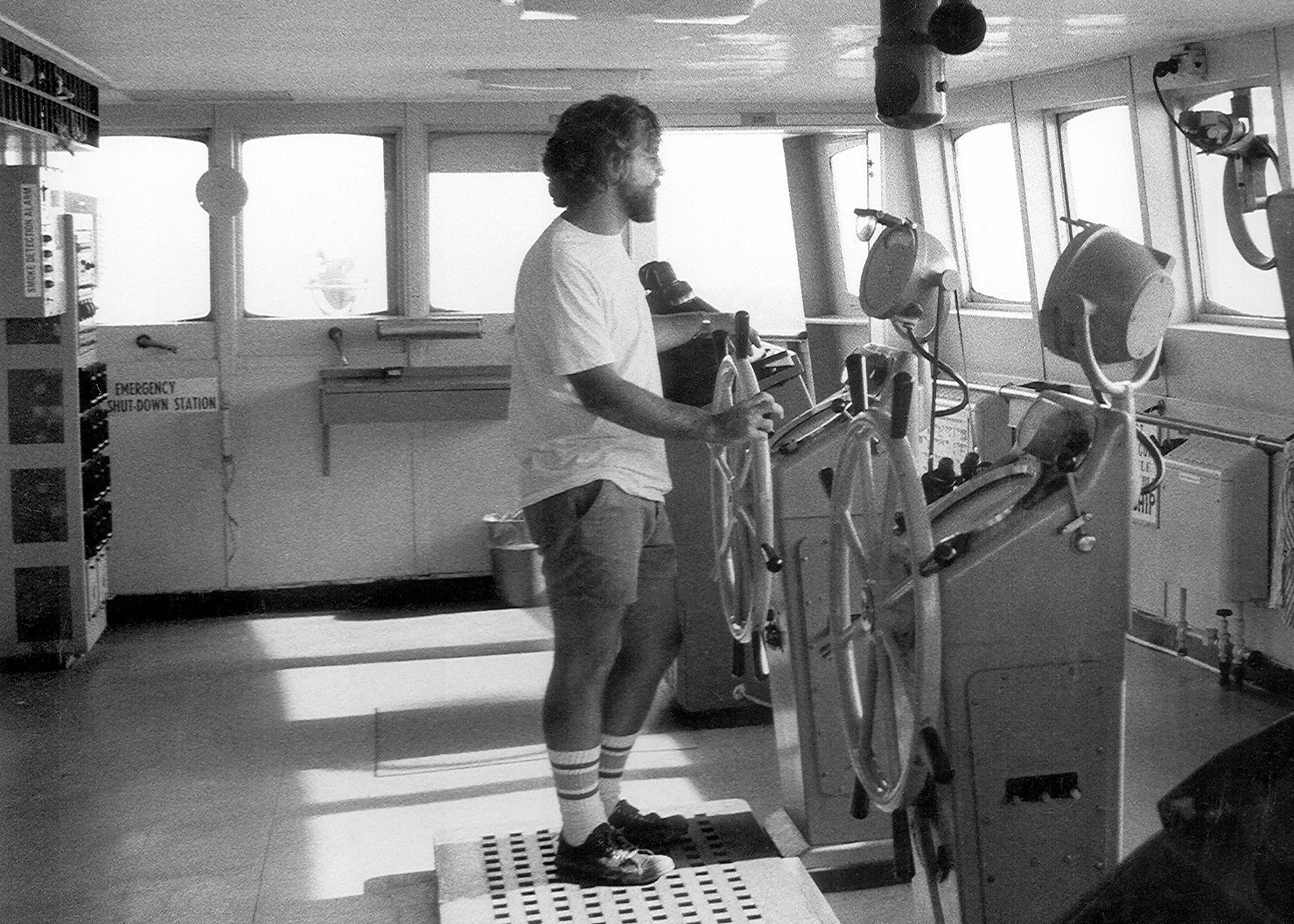
Рулевой — современное воплощение кормчего. Рулевой руководствуется данными аксиометра, магнитного и гирокомпаса, чтобы держать курс, заданный вахтенным офицером. На мостике видны 2 штурвальные колонки. Их дублирование обеспечивает безопасность в случае, если один из рулевых приводов выйдет из строя

Ко́рмчий (ко́рмщик, рулево́й, правитель) — устаревшее производное от слова «корма». Обозначает человека, стоящего у руля на корме корабля.
На морских судах на корме находится штурвал для управления судном. Управление рулём, как минимум с XVI века — работа рулевого. Значение слова «кормчий» включает не только управление рулём (выдерживание курса), но и управление военным кораблём (или торговым судном) вообще. Кормчий был специалистом в навигации, выборе пути, лоцманской проводке, ветрах и течениях, глубинах, местных условиях, одним словом — морской практике. Аналогом кормчего в Испании XV века был «маэстре» (исп. Maestre, от лат. Magister navis — «кормчий; судоводитель»). При этом капитан отвечал за корабль в целом и руководил боем (он мог и не разбираться в судовождении), а маэстре — за морскую практику.
В Англии в века паруса название превратилось в «мастер» (англ. Master, полностью: Sailing Master). Должность сохранялась на королевском флоте отдельно от капитана, а на торговом флоте «мастером» стали называть капитана. В России на петровском флоте недолго имелось звание «мастер».